# Uruguay op de Olympische Zomerspelen 1948
Uruguay nam deel aan de Olympische Zomerspelen 1948 in Londen, Engeland. Voor het eerst in de geschiedenis won het een zilveren medaille nadat al bij eerdere edities goud en brons waren gewonnen. Pas in 2000 zou opnieuw zilver worden gehaald.

## Medailles

### 2Zilver
- Eduardo Risso — Roeien, mannen skiff

### 3Brons
- William Jones en Juan Rodriquez — Roeien, mannen dubbel-twee

## Deelnemers per onderdeel

### Atletiek
- Hércules Ascune
- Mario Fayos
- Juan Lòpez Testa
- Walter Péres Soto
- Pedro Listur

### Basketbal
- Martín Acosta y Lara
- Victorio Cieslinskas
- Nelson Demarco
- Miguel Diab
- Abraham Eidlin Grossman
- Eduardo Folle
- Héctor García
- Eduardo Gordón
- Adesio Lombardo
- Roberto Lovera
- Gustavo Morales
- Carlos Rosello
- Héctor Ruiz
- Nelson Antón Giudice

### Boksen
- Alberto Boullossa
- Basilio Alves
- Pedro Carrizo
- Feliciano Rossano
- Felipe Posse
- Dogomar Martínez
- Agustín Muñiz

### Schermen
- Sergio Iesi
- Jaime Ucar
- Daniel Rossi
- Juan Paladino
- César Gallardo

### Moderne vijfkamp
- Alberto Ortiz
- Carlos Mercader

### Wielersport
- Leonel Rocca
- Carlos Tramutolo
- Atilio Francois
- Juan de Armas
- Luis Angel de los Santos
- Waldemar Bernatzky
- Enrique Demarco
- Mario Figueredo
- Luis López

### Zwemmen
- Florbel Pérez
- Carlos Noriega

Afghanistan · Argentinië · Australië · België · Bermuda · Birma · Brazilië · Brits-Guiana · Canada · Ceylon · Chili · Colombia · Cuba · Denemarken · Egypte · Filipijnen · Finland · Frankrijk · Griekenland · Groot-Brittannië · Hongarije · Ierland · IJsland · India · Irak · Iran · Italië · Jamaica · Joegoslavië · Libanon · Liechtenstein · Luxemburg · Malta · Mexico · Monaco · Nederland · Nieuw-Zeeland · Noorwegen · Oostenrijk · Pakistan · Panama · Peru · Polen · Portugal · Puerto Rico · Republiek China · Singapore · Spanje · Syrië · Trinidad en Tobago · Tsjecho-Slowakije · Turkije · Uruguay · Venezuela · Verenigde Staten · Zuid-Afrika · Zuid-Korea · Zweden · Zwitserland